# Tacica
tacica（タシカ）は、日本のロックバンド。公式ファンクラブは「鹿の仔」

## メンバー
- 猪狩翔一（いがり しょういち、1983年11月26日（41歳） - ）
  - ボーカル・ギター担当。
  - 北海道士別市出身。
  - 使用機材はギブソン・SG / Kanji TelecasteモデルとKanji ES-335モデル)。
  - 使用ギターアンプはSHINOS。
  - 妻はチャットモンチーの橋本絵莉子。
- 小西悠太（こにし ゆうた、1983年12月1日（41歳） - ）
  - ベース担当。リーダー。
  - 北海道剣淵町出身。
  - 使用機材はKanji JAZZBASSモデル。
  - 使用アンプはAmpegのSVT-VRと810E。
  - 使用プリアンプにFocusriteやAVALON。

## 元メンバー
- 坂井俊彦（さかい としひこ、1983年3月10日（42歳） - ）
  - ドラム担当。
  - TAMAのドラムセットを使用している。
  - 2014年1月25日、『三大博物館～HELLO HALO～』東京公演を最後に脱退。
  - ドラム講師を経てトーテムポラーのドラムスとして活動していたが、2023年12月6日に脱退したことが発表された。

## サポートメンバー
| 名前                              | パート               | 在籍期間               | 備考                                                           |
| --------------------------------- | -------------------- | ---------------------- | -------------------------------------------------------------- |
| ニシカワユウスケ                  | ドラム               | 2014年～2015年         | 限りなく透明な果実メンバー                                     |
| 鈴木浩之（すずき ひろゆき）       | ドラム               | 2014年～2016年、2020年 | ART-SCHOOL元メンバー、U&DESIGN、QUADRANGLE、THE KEBABSメンバー |
| 中畑大樹（なかはた だいき）       | ドラム               | 2015年～               | Syrup 16g、VOLA & THE ORIENTAL MACHINEメンバー                 |
| 城戸紘志（きど ひろし）           | ドラム               | 2017年～               | JUDE、unkieメンバー                                            |
| 野村陽一郎（のむら よういちろう） | ギター、プロデュース | 2017年～               | 二千花メンバー                                                 |
| WATARU                            | ギター・キーボード   | 2020年〜               | FIVE NEW OLDメンバー                                           |

## 略歴

### 2005年
- 4月 - 北海道札幌市で、現メンバーで活動を開始。結成当初はtasikaと表記して活動していたが、以降現在の表記に改める。札幌BESSIE HALL、COLONYを拠点にLIVE活動を行う。
- 11月1日 - ライブ会場限定で初の自主制作音源「アナフィラキシー」を販売[1]。

### 2007年
- 2月3日 - ライブ会場および札幌市内のCDショップ「音楽処」で500枚限定で1stミニアルバム『Human Orchestra』を販売。完売し、後に店舗限定で一般流通盤された。タワーレコードにおいては全店で販売が展開されたことにより、同社インディーズチャートで首位を記録[2]。初回生産の紙ジャケット仕様が生産終了につき、2008年1月に通常盤（歌詞カード付）が新たに発売された。
- 9月 - 初の全国ツアー「TOUR Human Orchestra」を開催。
- 12月 - 初の東名阪ツアー「2007 TOUR 三大博物館」を開催。

### 2008年
- 1月 - 自主レーベル「LilBallet」を立ち上げる。
- 1月17日 - 1stシングル「黄色いカラスe.p.」をリリース。オリコンインディーズチャートで首位を記録。総合チャートでも16位を記録した。
- 3月7日～4月4日 - The Jerryとのスプリットツアー「"Tour First Ballet"2008」を開催[3]。
- 4月16日 - 1stフルアルバム『parallel park』をリリース。
- 5月23日～6月8日 - 初のワンマンツアー「TOUR Parallel Park わんぱく編」を開催。全公演ソールドアウト。
- 6月10日～28日 - 対バンツアー「TOUR Parallel Park わくわく編」を開催。ファイナルの代官山UNITは即日完売公演となった。
- 8月12日 - スピッツ主催ライブイベント「ロックロックこんにちは！in 仙台」に出演[4]。
- 9月13日〜20日 - クワトロ対バンツアー「確か、人々は11月に連ドラを演ズル」を開催[5]。
- 10月1日 - 1stフルアルバム『parallel park』の規格品番を変更、再発売し、メジャーデビュー。SME Recordsへ移籍。
- 12月12日～18日 - 東名阪クアトロワンマンツアー「“三大博物館 新館特別展”ワンマンの夜明け」を開催。

### 2009年
- 1月14日 - 2ndシングル「人鳥哀歌e.p.」をリリース。オリコンチャート7位を記録。自身初のトップ10入りとなった。
- 1月16日～29日 - 「スペースシャワー列伝 JAPAN TOUR 2009」に参加。
- 4月8日 - 3rdシングル「メトロ」をリリース。初回限定生産盤のジャケットのカラーパターンを、東京メトロの各路線のカラーパターンに擬えた9色で発売する試みを行った。
- 4月18日～29日 - 全国ワンマンツアー「09ワンマンツアー“パズルの始め方”」を開催[6]。全公演ソールドアウト。
- 5月13日 - 2ndフルアルバム『jacaranda』をリリース。
- 5月29日～7月20日 - 全国37都市をまわるツアー「09TOUR“パズルの遊び方”」を開催。
- 9月12日～22日 - 東名阪ワンマンツアー「09追加公演“パズルの続け方”」を開催。
- 9月19日 - エレファントカシマシ主催イベント「エレファントカシマシpresents~太陽と月の下の往来」に出演。
- 12月1日～13日 - 東名阪ツアー「09三大博物館」を開催[7]。

### 2010年
- 4月7日 - 4thシングル「神様の椅子e.p.」をリリース。
- 5月1日～16日 - 5大都市ワンマンツアー「アリゲーターは眠らない！」は坂井（Drums）が前縦隔腫瘍を罹患し入院した為中止となる[8]。
- 6月27日 - 日比谷野外大音楽堂でのライブも中止となる。当面のバンド活動の休止を余儀なくされる。
- 9月 - 坂井（Drums）が退院し、制作活動を再開[9]。

### 2011年
- 3月16日 - 5thシングル「命の更新」をリリース。
- 3月19日 - 復帰単独公演「その日、一日。」の開催を予定していたが、東北地方太平洋沖地震の影響で開催中止となった。
- 4月27日 - 3rdフルアルバム『sheeptown ALASCA』をリリース。
- 6月25日～7月8日 - 5大都市ワンマンリベンジツアー「アリゲーターは眠らない!!!!!」を開催[10]。全公演ソールドアウト。
- 9月11日～10月16日 - tacica／THE NOVEMBERS／People In The Box合同イベントツアー「TOMOE」を開催。
- 12月15日～21日 - 東名阪3マンTOUR「追加公演 TOMOE」を開催。

### 2012年
- 1月18日 - 6thシングル「newsong e.p.」をリリース。表題曲「newsong」はtacicaとして初のタイアップ曲となった。
- 3月20日～4月8日 - 全国ワンマンツアー「newtour」を開催。
- 6月27日 -『Human Orchestra』発表より5周年を記念し、2ndミニアルバム『jibun』をリリース。初回生産限定盤に付属のDVDにはデビューから10作のVideo Clipが収録された。また初のアナログ盤も同時にリリース。

### 2013年
- 1月18日～24日 - 東名阪ワンマンTOUR「三大博物館2013」を開催[11]。全公演ソールドアウト。
- 5月28日 - 猪狩翔一（Vo, G）がチャットモンチーの橋本絵莉子（Vo, G）と2010年に入籍していたことを発表[12]。
- 7月17日 - 4thフルアルバム『HOMELAND 11 blues』をリリース。
- 10月12日～11月24日 - 全国ワンマンツアー「"HOMELAND 18 blues"」を開催。
- 11月27日 - 7thシングル「HALO」をリリース。

### 2014年
- 1月17日～25日 - ツアー "HOMELAND 18 blues"追加公演ツアー「三大博物館 ～HELLO HALO～」を開催。1月25日のファイナルZepp Tokyo公演をもって坂井（Drums）が脱退[13]。以降はサポートメンバーを起用して活動している。
- 9月10日 - 8thシングル「LEO」をリリース。
- 10月12日～12月12日 - 全国ワンマンツアー「“発光する独走性”」を開催。

### 2015年
- 4月5日 - 初のホール公演『tacica結成10周年記念公演「烏兎」』を開催[14]。チケット即日ソールドアウト。
- 5月27日 - 5thフルアルバム『LOCUS』をリリース。ミュージック・ジャケット大賞 2016にノミネートされる。
- 6月12日～7月12日 - 全国ワンマンツアー「"LOCUS"」を開催。
- 8月5日 - バンド史上初となる映像作品『結成10周年記念公演「烏兎」中野サンプラザ』をリリース。
- 11月25日 - 初の配信限定シングル「サイロ」をリリース。

### 2016年
- 1月22日～2月7日 - 東名阪ツアー「三大博物館2016 ～太陽と月～」を開催。バンド史上初となる東名阪2daysで実施。初日を「太陽」2日目を「月」と題し、セットリストを大幅に変えて演奏した。
- 2月24日 - 9thシングル「発熱」をリリース。
- 4月6日 - 6thフルアルバム『HEAD ROOMS』をリリース。
- 6月5日 - ZIP-FM主催対バンイベント「”HOT SHOT THE LIVE” amazarashi × tacica」に出演[15]。
- 9月17日～11月12日 - 全国ワンマンツアー「"& ROOMS"」を開催。

### 2017年
- 3月25日～4月5日 - 自主企画「TIMELINE」を東名阪で実施。第一弾として2ndアルバム"jacaranda"再現ツアー「TIMELINE for “jacaranda”」を開催[16]。会場限定シングル「TL1」をリリース。
- 6月8日 - 自主企画イベント「PANIC ZOO」を渋谷LUSH12周年とのWネームで開催。
- 8月30日 - 3rdミニアルバム『新しい森』をリリース。
- 9月8日～11月25日 - 全国ワンマンツアー「PLEASURE FOREST」を開催。

### 2018年
- 4月4日 - 10thシングル「ordinary day/SUNNY」をリリース。tacica史上初となる両A面シングル。
- 4月5日～13日 - 東名阪ツアー「三大博物館 ～静と動の邂逅～」を開催[17]。初の試みとなるアコースティックセットと通常のバンドセットの2部構成でライブを実施。
- 6月26日 - 第二回目となる自主企画「PANIC ZOO」を地方拡大版として京都MOJOにて開催。
- 9月12日 - 11thシングル「煌々/ホワイトランド」をリリース。「煌々」のミュージックビデオは初海外となる台湾にて敢行された[18]。
- 9月28日～11月21日 - 全国ワンマンツアー「～煌々etc.～」を開催。

### 2019年
- 3月17日～4月21日 - 自主企画「TIMELINE」を実施。第二弾として3rdアルバム"sheeptown ALASCA"再現ツアー「TIMELINE for “sheeptown ALASCA”」を開催[19]。会場限定シングル「TL2」をリリース。
- 4月24日 - 7thフルアルバム『panta rhei』をリリース。
- 5月25日～6月14日 - tacica／THE NOVEMBERS／People In The Box合同イベントツアー「TOMOE 2019」を開催[20]。

### 2020年
- 3月27日 - 4月5日に開催予定だった『tacica結成15周年記念公演「象牙の塔」』 [21]が新型コロナウイルス（COVID-19）の影響をうけ、8月17日に延期[22]。
- 4月13日 - 4月29日リリース予定の12thシングル「aranami」を4月7日に発令された緊急事態宣言の影響で発売を6月3日に延期[23][24]。
- 6月3日 - 12thシングル「aranami」をリリース。
- 6月30日 - 6月19日〜7月23日開催予定だった全国ワンマンツアー「”aranami"」が新型コロナウイルス感染拡大の影響で延期[25]。
- 7月15日 - 8月17日開催予定の『tacica結成15周年記念公演「象牙の塔」』中野サンプラザ公演が再延期[26]。
- 8月7日 - モバイルFCサイト『鹿の仔』開設。
- 9月11日、10月2日 - 「tacica live [timeless moment]」を開催。配信と有観客でライブを行う。バンドとして初の配信ライブとなる。
- 11月22日・23日、12月6日 - 初のアコースティックワンマンライブ「tacica premium acoustic live "Space Folk"」を東名阪で配信と有観客で開催。会場限定シングル「冒険衝動/stars」をリリース。リリースに合わせプライベート・レーベル「SEMELPAROUS」を設立。

### 2021年
- 1月31日～2月7日 - リクエストライブ「三大博物館 Re:quest～探求者の再訪～」を開催。
- 4月3日 - 『tacica 結成15周年記念公演「象牙の塔」』の振替公演を開催。
- 4月5日 - 配信限定シングル「ねじろ」をリリース。
- 5月8日〜7月4日 - 全国ワンマンツアー「TOUR 2020 “aranami”」の振替公演を開催。
- 11月28日 - 初のFCライブ 『集う鹿』を開催。
- 12月22日 - 初のベストアルバム『dear, deer』をリリース。

### 2022年
- 1月23日～2月20日 - 全国ワンマンツアー「tacica BEST ALBUM TOUR 2022 “dear, deers”」を開催。
- 5月6日～5月14日 - tacicaバンドキャリア初となるビルボードライブツアー「tacica Billboard Live TOUR 2022 “裸の特異点“」を開催。
- 6月29日 - 8thフルアルバム『singularity』を配信リリース。CDは7月10日よりライブ会場にて販売。
- 7月10日～8月20日 - 全国ワンマンツアー「tacica TOUR 2022 “singularity”」を開催。
- 11月5日～11月23日 - ワンマンツアー「tacica TOUR 2022 『三大博物館 〜動物達の遊戯〜』」を開催。動物モチーフ楽曲のみでのライブとなる。

### 2023年
- 4月5日 - 配信限定シングル「金糸雀」をリリース。
- 4月8日～5月6日 - 全国ワンマンツアー「tacica TOUR 2023 “ソコハカ”」を開催。
- 5月7日 - 配信限定シングル「ナニユエ」をリリース。
- 6月30日 - ビルボードライブ「tacica Billboard Live “裸の特異点 2023”」を1日2回公演で開催。
- 8月12日 - 第2回目となるFCライブ『集う鹿』 を開催。
- 10月29日 - 4thミニアルバム『YUGE』をライブ会場限定でリリース(CD)。11月19日より配信開始。
- 10月29日～11月18日 - 全国ワンマンツアー「tacica TOUR 2023 “物云わぬ物怪”」を開催。

### 2024年
- 4月6日〜5月18日 - 1stアルバム“parallel park”再現ツアー「TIMELINE for “parallel park”」開催。
- 8月31日〜9月7日 - 4thアルバム“HOMELAND 11 blues”再現ツアー「TIMELINE for “HOMELAND 11 blues”」開催。
- 9月8日 - 配信限定シングル「物云わぬ物怪」をリリース。
- 10月29日 - 9thフルアルバム『AFTER GOLD』を配信リリース。CDは11月9日より会場限定で販売。
- 11月9日〜2025年3月1日 - 全国ワンマンツアー「tacica 20th anniversary tour “AFTER GOLD”」を開催。

### 2025年
- 4月5日 - 第3回目となるFCライブ『集う鹿』 を開催。
- 4月6日 - 『tacica結成20周年記念公演「水母の骨」』を開催。

## 活動
バンド名は、小西の「確かね･･･」という口癖に由来している。
2010年まで活動は主に音源発表とライブに限定しており音楽雑誌やインターネットにおけるインタビューなど、音楽メディアへの出演は一切行わず、公式サイトのブログやメンバーのTwitterなどで触れることはあっても、アーティスト側からは一切大々的にプロモーション活動を行うことはなく、ライブ出演時以外は一切の顔出しをせずに活動を行い、PVや音楽雑誌のライブレポート写真などでもビジュアル面の露出を制限していた。2011年2月、坂井の復帰に伴った公式サイトのアーティスト写真の更新により、一部音楽雑誌やインターネットにおけるインタビューなど、音楽メディアへの出演、顔出しを解禁した。

## ディスコグラフィー

### シングル
|                  | 発売日         | タイトル            | 規格                   | 規格品番                               | 最高位   | 収録アルバム      |
| シングル         | シングル       | シングル            | シングル               | シングル                               | シングル | シングル          |
| ---------------- | -------------- | ------------------- | ---------------------- | -------------------------------------- | -------- | ----------------- |
| 自主制作         | 2005年11月1日  | アナフィラキシー    | CD                     |                                        |          |                   |
| 1st              | 2008年1月17日  | 黄色いカラスe.p.    | CD                     | UXLB-002（紙ジャケット仕様初回限定盤） | 16位     | parallel park     |
| 1st              | 2008年1月17日  | 黄色いカラスe.p.    | CD                     | UXLB-003（通常盤）                     | 16位     | parallel park     |
| 2nd              | 2009年1月14日  | 人鳥哀歌e.p.        | CD                     | SECL-736（完全生産限定盤）             | 7位      | jacaranda         |
| 3rd              | 2009年4月8日   | メトロ              | CD                     | SECL-772（期間生産限定盤）             | 11位     | jacaranda         |
| 4th              | 2010年4月7日   | 神様の椅子e.p.      | CD                     | SECL-856X（初回限定仕様盤）            | 12位     | sheeptown ALASCA  |
| 4th              | 2010年4月7日   | 神様の椅子e.p.      | CD                     | SECL-856（通常盤）                     | 12位     | sheeptown ALASCA  |
| 5th              | 2011年3月16日  | 命の更新            | CD                     | SECL-954                               | 17位     | sheeptown ALASCA  |
| 6th              | 2012年1月18日  | newsong e.p.        | CD                     | SECL-1041                              | 14位     | HOMELAND 11 blues |
| 7th              | 2013年11月27日 | HALO                | CD                     | SECL-1438（通常盤）                    | 38位     | LOCUS             |
| 7th              | 2013年11月27日 | HALO                | CD                     | SECL-1439（期間生産限定盤）            | 38位     | LOCUS             |
| 8th              | 2014年9月10日  | LEO                 | CD                     | SECL-1577（初回生産限定盤）            | 13位     | LOCUS             |
| 8th              | 2014年9月10日  | LEO                 | CD                     | SECL-1578（通常盤）                    | 13位     | LOCUS             |
| 9th              | 2016年2月24日  | 発熱                | CD                     | SECL-1849（通常盤）                    | 19位     | HEAD ROOMS        |
| 9th              | 2016年2月24日  | 発熱                | CD                     | SECL-1850（期間生産限定盤）            | 19位     | HEAD ROOMS        |
| 10th             | 2018年4月4日   | ordinary day/SUNNY  | CD                     | SECL-2277（初回生産限定盤）            | 27位     | panta rhei        |
| 10th             | 2018年4月4日   | ordinary day/SUNNY  | CD                     | SECL-2278（通常盤）                    | 27位     | panta rhei        |
| 11th             | 2018年9月12日  | 煌々/ホワイトランド | CD                     | SECL-2325（初回生産限定盤）            | 37位     | panta rhei        |
| 11th             | 2018年9月12日  | 煌々/ホワイトランド | CD                     | SECL-2326（通常盤）                    | 37位     | panta rhei        |
| 12th             | 2020年6月3日   | aranami             | CD                     | SECL-2566（初回仕様/通常盤）           | 17位     | dear, deer        |
| 12th             | 2020年6月3日   | aranami             | CD+DVD                 | SECL-2567〜8（期間生産限定盤）         | 17位     | dear, deer        |
| 配信限定シングル |                |                     |                        |                                        |          |                   |
| 1st              | 2015年11月25日 | サイロ              | デジタル・ダウンロード | ー                                     | ー       | HEAD ROOMS        |
| 2nd              | 2021年4月5日   | ねじろ              | デジタル・ダウンロード | SPS-0002                               | ー       | singularity       |
| 3rd              | 2023年4月5日   | 金糸雀              | デジタル・ダウンロード | SPS-0005                               | ー       | YUGE              |
| 4th              | 2023年5月7日   | ナニユエ            | デジタル・ダウンロード | SPS-0006                               | ー       | YUGE              |
| 5th              | 2024年9月8日   | 物云わぬ物怪        | デジタル・ダウンロード | SPS-0012                               | ー       | AFTER GOLD        |
| 会場限定シングル |                |                     |                        |                                        |          |                   |
|                  | 2017年3月25日  | TL1                 | CD                     | SEC7-2                                 | ー       | ー                |
|                  | 2019年3月17日  | TL2                 | CD                     | SEC7-6                                 | ー       | ー                |
|                  | 2020年11月22日 | 冒険衝動/stars      | CD                     | SPS-0001                               | ー       | singularity       |

### アルバム
|                    | 発売日             | タイトル           | 規格                   | 規格品番                        | 最高位             |
| オリジナルアルバム | オリジナルアルバム | オリジナルアルバム | オリジナルアルバム     | オリジナルアルバム              | オリジナルアルバム |
| ------------------ | ------------------ | ------------------ | ---------------------- | ------------------------------- | ------------------ |
| 1st                | 2008年4月16日      | parallel park      | CD                     | UXLB-006（インディーズ盤）      | 33位               |
| 1st                | 2008年10月1日      | parallel park      | CD                     | SECL-706（メジャー盤）          | 33位               |
| 2nd                | 2009年5月13日      | jacaranda          | CD                     | SECL-777                        | 9位                |
| 3rd                | 2011年4月27日      | sheeptown ALASCA   | CD                     | SECL-973                        | 17位               |
| 4th                | 2013年7月17日      | HOMELAND 11 blues  | CD                     | SECL-1346X（初回限定仕様盤）    | 27位               |
| 4th                | 2013年7月17日      | HOMELAND 11 blues  | CD                     | SECL-1346（通常盤）             | 27位               |
| 5th                | 2015年5月27日      | LOCUS              | CD+Tシャツ             | SECL-1708～9（完全生産限定盤）  | 21位               |
| 5th                | 2015年5月27日      | LOCUS              | CD                     | SECL-1710（通常盤）             | 21位               |
| 6th                | 2016年4月6日       | HEAD ROOMS         | CD+Tシャツ             | SECL-1873～4（完全生産限定盤）  | 18位               |
| 6th                | 2016年4月6日       | HEAD ROOMS         | CD                     | SECL-1875（通常盤）             | 18位               |
| 7th                | 2019年4月21日      | panta rhei         | LPレコード             | SEJ7-3（アナログ盤）            | 37位               |
| 7th                | 2019年4月24日      | panta rhei         | CD+BD                  | SECL-2425～6（初回生産限定盤A） | 37位               |
| 7th                | 2019年4月24日      | panta rhei         | CD+DVD                 | SECL-2427～8（初回生産限定盤B） | 37位               |
| 7th                | 2019年4月24日      | panta rhei         | CD                     | SECL-2429（通常盤）             | 37位               |
| 8th                | 2022年6月29日      | singularity        | デジタル・ダウンロード | SPS-0003                        | 19位               |
| 8th                | 2022年7月10日      | singularity        | CD                     | SPS-0003                        | －                 |
| 9th                | 2024年10月30日     | AFTER GOLD         | デジタル・ダウンロード | SPS-0013                        | 50位               |
| 9th                | 2024年11月9日      | AFTER GOLD         | CD                     | SPS-0013                        | －                 |
| ミニアルバム       |                    |                    |                        |                                 |                    |
| 1st                | 2007年2月3日       | Human Orchestra    | CD                     | （自主製作盤）                  | 145位              |
| 1st                | 2007年6月27日      | Human Orchestra    | CD                     | UXCL-003（初回盤）              | 145位              |
| 1st                | 2008年1月17日      | Human Orchestra    | CD                     | UXLB-001（通常盤）              | 145位              |
| 2nd                | 2012年6月27日      | jibun              | CD+DVD                 | SECL-1157～8（初回生産限定盤）  | 24位               |
| 2nd                | 2012年6月27日      | jibun              | CD                     | SECL-1159（通常盤）             | 24位               |
| 2nd                | 2012年6月27日      | jibun              | LPレコード             | SEJL-24（アナログ盤）           | 24位               |
| 3rd                | 2017年8月30日      | 新しい森           | CD+BD                  | SECL-2195～6（初回生産限定盤A） | 28位               |
| 3rd                | 2017年8月30日      | 新しい森           | CD+DVD                 | SECL-2197～8（初回生産限定盤B） | 28位               |
| 3rd                | 2017年8月30日      | 新しい森           | CD                     | SECL-2199（通常盤）             | 28位               |
| 4th                | 2023年10月29日     | YUGE               | CD                     | SPS-0010                        | －                 |
| ベストアルバム     |                    |                    |                        |                                 |                    |
| 1st                | 2021年12月22日     | dear, deer         | CD+BD                  | SECL-2733～4（初回生産限定盤A） | 68位               |
| 1st                | 2021年12月22日     | dear, deer         | CD+DVD                 | SECL-2735～6（初回生産限定盤B） | 68位               |
| 1st                | 2021年12月22日     | dear, deer         | CD                     | SECL-2737（通常盤）             | 68位               |

### 映像作品
|     | 発売日       | タイトル                                 | 規格 | 規格品番 | 最高位 |
| --- | ------------ | ---------------------------------------- | ---- | -------- | ------ |
| 1st | 2015年8月5日 | 結成10周年記念公演「烏兎」中野サンプラザ | DVD  | SEBL-196 | 28位   |

## ミュージックビデオ
| 監督              | 曲名 |
| ----------------- | --- |
| 志賀匠 & 村井達雄 | 「HERO」 「黄色いカラス」 「人間1/2」 「人鳥哀歌」 「メトロ」 「アトリエ」 「神様の椅子」 「命の更新」 「ドラマチック生命体」 「不死身のうた」 「不死身のうた -みんなの手書き歌詞Ver.-」 「newsong」 「HALO」(出演:中嶋春陽) 「Co.star」 「LEO」 |
| 酒井伸太郎        | 「群青」 「ordinary day」 「煌々」 「WAKIME」 |
| 山口洋介          | 「aranami」 |
| Shinpei Uno       | 「dear, deer」 |
| 不明              | 「SUN 太陽」 「メトロ (jacaranda ver.)」 「発熱」 「サイロ」 「mori」 「YELLOW」 「デッドエンド」 「金糸雀」 「ナニユエ」 |

## タイアップ一覧
| 使用年 | 曲名    | タイアップ                                                      |
| ------ | ------- | --------------------------------------------------------------- |
| 2008年 | HERO    | テレビ東京系『JAPAN COUNTDOWN』10月度オープニングテーマ         |
| 2011年 | newsong | テレビ東京系アニメ『NARUTO -ナルト- 疾風伝』オープニングテーマ  |
| 2013年 | HALO    | 読売テレビ・日本テレビ系アニメ『宇宙兄弟』オープニングテーマ    |
| 2014年 | LEO     | MBS・TBS系アニメ『ハイキュー!!』エンディングテーマ              |
| 2016年 | 発熱    | テレビアニメ『ハイキュー!! セカンドシーズン』エンディングテーマ |
| 2020年 | aranami | MBS・TBSほかアニメ『波よ聞いてくれ』オープニングテーマ          |

## ライブ

### 出演イベント
- 2007年12月19日 - The JerryT  presents『TOKYO_GUERO #7』
- 2008年03月07日～04月04日 - The Jerry×tacicaスプリットツアー「"Tour First Ballet"2008」
- 2008年08月07日 - スペースシャワー列伝 第72巻
- 2008年08月12日 - ロックロックこんにちは! in 仙台
- 2008年08月19日 - LIQUIDROOM 4th ANNIVERSARY"UNDER THE INFLUENCE"
- 2008年08月22日 - TREASURE05X 2008 ～burning diamonds～
- 2008年09月13日〜20日 - THE NOVEMBERS×People In The Box×tacica×serial TV drama「確か、人々は11月に連ドラを演ズル」
- 2008年11月02日 - MINAMI WHEEL 2008
- 2008年12月28日 - COUNTDOWN JAPAN 08/09
- 2008年12月31日 - COUNTDOWN JAPAN 08/09 -WEST-
- 2009年01月16日～29日 - スペースシャワー列伝 JAPAN TOUR
- 2009年08月07日 - TREASURE05X 2009 ～imagination from nothing 2nd day～
- 2009年08月23日 - 赤イ彗星
- 2009年08月24日 - ARDENT SPIRIT 09 SUMMER
- 2009年08月26日 - スタークラブ12周年興業「松原祭50連発以上!!」29発目
- 2009年09月19日 - エレファントカシマシ presents "太陽と月の下の往来"
- 2009年12月15日 - MITO LIGHT HOUSE 20th anniversary『THREE STARS』
- 2010年02月12日 - ザンギなき戦い
- 2013年05月25日 - TOKYO METROPOLITAN ROCK FESTIVAL 2013
- 2013年06月09日 - SAKAE SP-RING 2013
- 2013年06月11日・12日 - THE NOVEMBERS "GIFT" and "Fourth wall" Release Tour "I'll Be Your Mirror"
- 2013年06月21日 - TOWER RECORDS SENDAI PARCO 5TH ANNIVERSARY vol.1 「ALTERNATIVE JUNCTION」
- 2013年06月28日 - メレンゲ Space Frontier Foundation Tour
- 2013年06月30日 - アルカラ presents ネコフェス2013
- 2013年07月18日 - Talking Rock! FES.2013
- 2013年08月28日 - LOST IN TIME×tacica "Promised place"
- 2013年08月31日 - TREASURE05X 2013 10th Anniversary～sweet 10 treasures～
- 2014年05月05日 - VIVA LA ROCK 2014
- 2014年05月20日 - 真空ホロウ×tacica "春のアンコール"
- 2014年05月25日 - TOKYO METROPOLITAN ROCK FESTIVAL 2014
- 2014年05月30日 - Lyu:Lyu 「 GLORIA QUALIA 」 リリース全国ツアー
- 2014年06月08日 - SAKAE SP-RING 2014
- 2014年08月10日 - ROCK IN JAPAN FESTIVAL 2014
- 2014年09月21日 - Challe Rock Festival 2014 ～ONE on ONE～ plenty×tacica
- 2014年11月19日 - スペースシャワー列伝 100巻記念公演 第120巻 琴線の宴
- 2014年12月16日 - LOVE! LIFE! LIVE! X'mas SPECIAL
- 2015年03月28日 - LEGO BIG MORL "Thanks Giving"vol.6
- 2015年10月11日 - 藍空音楽祭
- 2015年11月10日 - CLUB UPSET 10th ANNIVERSARY "蒼い夜"
- 2015年11月14日 - 名古屋市立大学 第65回市大祭ライブ『LOCUS to ALASKA』
- 2016年03月20日 - MbS×I ♡ RADIO 786「SANUKI ROCK COLOSSEUM」 ～BUSTA CUP 7th round～
- 2016年05月07日 - COMIN'KOBE16